# Momignies
Pour l’article ayant un titre homophone, voir Momigny.
Momignies (en picard Momgniye) est une commune francophone de Belgique située en Région wallonne dans la province de Hainaut. Elle se situe dans le Parc national de l'Entre-Sambre-et-Meuse créé en 2022.

## Géographie

### Communes limitrophes
Les communes limitrophes sont  Anor, Baives, Chimay, Hirson, Ohain, Saint-Michel, Signy-le-Petit, Wallers-en-Fagne et Watigny.

Une des particularités de cette commune est qu'elle est frontalière à 3 départements français : le Nord, l'Aisne et les Ardennes.

### Sections de commune et hameaux
| # | Nom                | Superf. (km2) | Habitants (2020) | Habitants par km2 | Code INS |
| - | ------------------ | ------------- | ---------------- | ----------------- | -------- |
| 1 | Momignies          | 15,36         | 2 178            | 142               | 56051A   |
| 2 | Macon              | 10,49         | 711              | 68                | 56051B   |
| 3 | Monceau-Imbrechies | 5,24          | 257              | 49                | 56051C   |
| 4 | Seloignes          | 14,59         | 1 088            | 75                | 56051D   |
| 5 | Forge-Philippe     | 17,74         | 213              | 12                | 56051E   |
| 6 | Macquenoise        | 16,49         | 459              | 28                | 56051F   |
| 7 | Beauwelz           | 6,10          | 439              | 72                | 56051G   |

#### Hameaux
Cendron, Four-Matot, Pilarde, Loge-Wactiaux.

## Démographie

### Démographie: Avant la fusion des communes
- Source: DGS recensements population
- 1880: Scission de Macquenoise en 1867

### Démographie: Commune fusionnée
En tenant compte des anciennes communes entraînées dans la fusion de communes de 1977, on peut dresser l'évolution suivante :
Les chiffres des années 1831 à 1970 tiennent compte des chiffres des anciennes communes fusionnées.
- Source: DGS , de 1831 à 1981=recensements population; à partir de 1990 = nombre d'habitants chaque 1 janvier

## Héraldique
|  | La commune possède des armoiries qui lui ont été octroyées le 24 janvier 1979. Ce sont celles de Macon, la seule des anciennes municipalités qui utilisait des armoiries. Blasonnement : Écartelé : aux 1 et 4 d'argent à trois fasces de gueules, qui est de Croÿ ; aux 2 et 3 contre écartelé a. et d. d'azur à trois fleurs-de-lis d'or, qui est de France ; b. et c. de gueules plain qui est d'Albret ; surtout d'hermine plein qui est de Bretagne. Sur le tout de gueules à trois roses d'or qui est d'Aremberg. L'écu sommé d'une couronne à trois fleurons séparés l'un de l'autre par une perle. - Arrêté royal : 24 janvier 1979 Source du blasonnement : Heraldy of the World. |

## Politique et administration

### Conseil et collège communal 2024-2030
| Collège communal   |                     |                                 |
| ------------------ | ------------------- | ------------------------------- |
| Bourgmestre        | Jean-Marc Monin     | Ecolo - Ensemble pour Momignies |
| 1er Échevin        | Frédéric Crowet     | MR - Ensemble pour Momignies    |
| 2e Échevin         | Frédéric Salengros  | Ensemble pour Momignies         |
| 3e Échevine        | Corine Hansez       | Ensemble pour Momignies         |
| 4e Échevine        | Léna Gilain         | Ensemble pour Momignies         |
| Présidente du CPAS | Fabienne Brousmiche | Ensemble pour Momignies         |

### Jumelages
- Gizałki (Pologne), une petite commune de la même importance, province de Kalisz ;
- Monts-sur-Guesnes (France), pays loudunais, département de la Vienne ;
- Anor (France), département du nord (ville frontalière, voisine de Momignies).

## Patrimoine, sites et culture

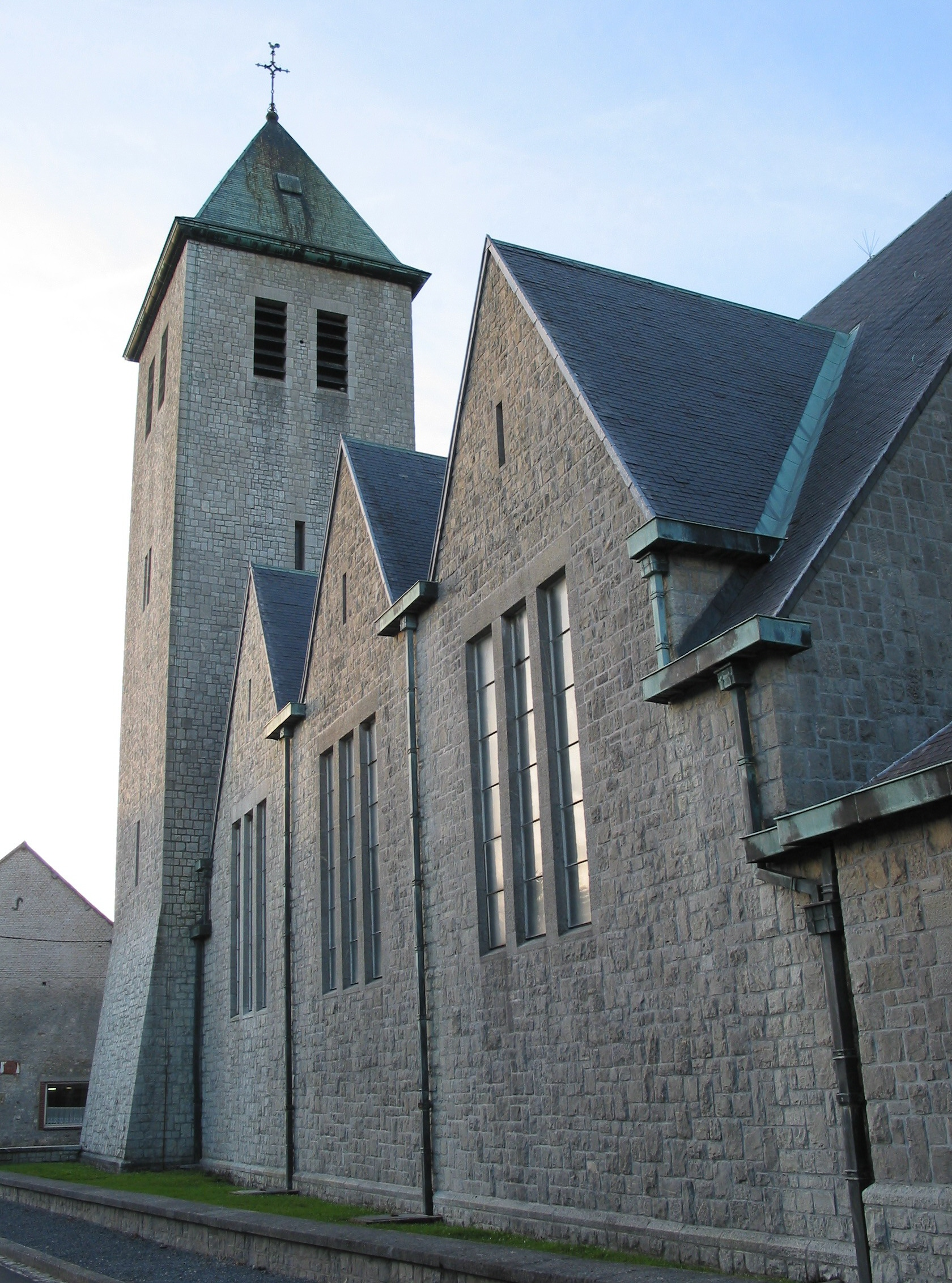
L’église Saint-Amand.

### Patrimoine architectural
- Sur la grand-place, non loin de l'église, se dresse un élégant kiosque de la fin du XIXe siècle avec des colonnes en fonte garnies de chandeliers.
- Eglise Saint-Amand. Reconstruite en 1953 sur les plans de l'architecte Joseph André, replacement de l'édifice démoli en 1941[3] que le clocher s'est écroulée en 1933[4].
- Chapelle Notre-Dame de Messine. (1758)[5]. Route de Nordron.
- Ancien moulin. Datant du XVIIIe siècle[5]. Route de Nordron.
- Chapelle Notre-Dame de la Rouille. Datée de 1785[6]. Rue de la Rouille.
- Chapelle Notre-Dame de Bon Secours. Potale de 1738[6]. Rue de Seloignes.
- Chapelle Notre-Dame de Walcourt. Potale daté du XIXe siècle en pierre calcaire[6]. Rue de Seloignes.
- Chapelle Notre-Dame de Grâce Divine. Potale en calcaire du XIXe siècle[6]. Rue de Seloignes.
- Tour-colombier, rue de la Thiérache, datant du XVIIIe siècle[6].
- Maison communale (XIXe siècle). Grand'Place.
- Monument aux morts en face de la maison communale.

### L'arboretum
L'arboretum, créé en 2013, est un projet ornemental et didactique consistant en une collection d'arbres le long du RAVel 156 de Momignies à Chimay. Le Cercle des Naturalistes et Astronomes amateurs de la Botte du Hainaut (CNABH) en est le co-responsable des aménagements via deux conventions avec les communes de Momignies et Chimay. Un cadran solaire a notamment été installé sur le grand pont de Blaimont.

### Culture

#### Musée
Le musée 1940-1944 Lieutenant Cook, situé dans le village de Monceau-Imbrechies, commémore les premiers combats qui ont eu lieu à cet endroit, ainsi que dans le village voisin de Macon et qui ont marqué le début de la Libération de la Belgique et des Pays-Bas à la suite de l'entrée des troupes de la 1re armée américaine par le hameau de Cendron à Forge-Philippe.

## Galerie

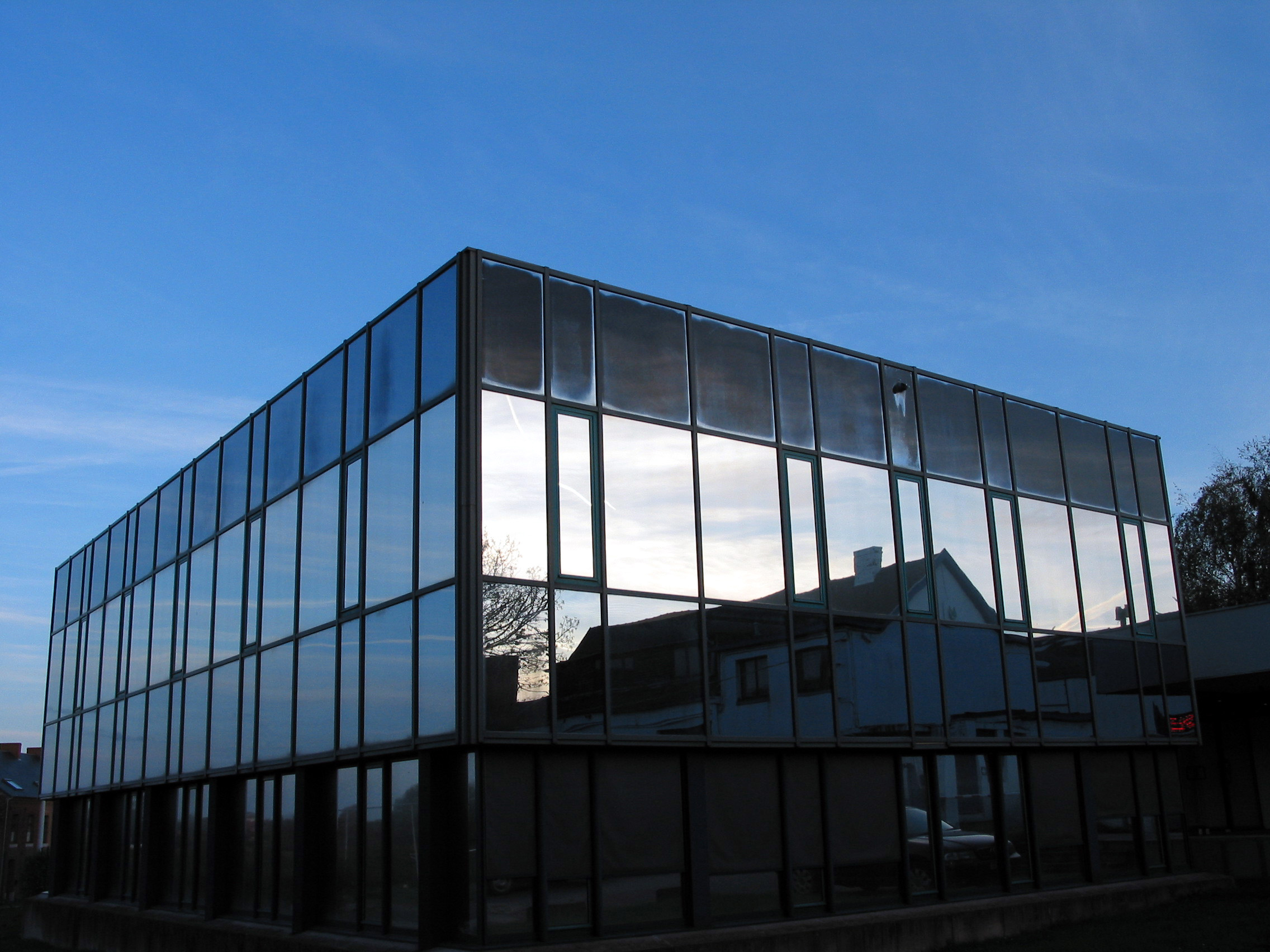
Fabrique Gerresheimer Momignies S.A., anciennement dénommée « Les Nouvelles Verreries de Momignies ».